# Comones
Comones är ett släkte av steklar. Comones ingår i familjen sköldlussteklar.
Kladogram enligt Catalogue of Life:
| Comones | \| \| Comones ferrierei \| \| \| \| \| \| Comones gastron \| \| \| \| |
|         | \| \| Comones ferrierei \| \| \| \| \| \| Comones gastron \| \| \| \| |
|         | Comones ferrierei                                                     |
|         |                                                                       |
|         | Comones gastron                                                       |
|         |                                                                       |